# Canton de Lanouaille
Le canton de Lanouaille est une ancienne division administrative française située dans le département de la Dordogne, en région Aquitaine.

## Historique
- Le canton de Lanouaille est l'un des cantons de la Dordogne créés en 1800, en remplacement de deux autres cantons français créés dix ans plus tôt : Dussac et Paizac. Il est rattaché à l'arrondissement de Nontron[1].

- De 1833 à 1848, les cantons de Lanouaille et de Thiviers avaient le même conseiller général. Le nombre de conseillers généraux était limité à 30 par département[2].

### Redécoupage cantonal de 2014-2015
Par décret du 21 février 2014, le nombre de cantons du département est divisé par deux, avec mise en application aux élections départementales de mars 2015. Le canton de Lanouaille est supprimé à cette occasion. Neuf de ses dix communes sont alors rattachées au canton d'Isle-Loue-Auvézère, dont le bureau centralisateur est fixé à Excideuil, la dernière, Nanthiat, étant rattachée au canton de Thiviers.

## Géographie
Ce canton était organisé autour de Lanouaille dans l'arrondissement de Nontron. Son altitude variait de 136 m (Nanthiat) à 415 m (Saint-Cyr-les-Champagnes) pour une altitude moyenne de 317 m.

## Représentation

### Conseillers généraux de 1833 à 2015
Avant 1833, les conseillers généraux étaient désignés, et ne représentaient pas un canton déterminé.
| Période | Période      | Identité                           | Étiquette    | Qualité |
| ------- | ------------ | ---------------------------------- | ------------ | --- |
| 1833    | 1848         | Jean Theulier,                     |              | Avocat, juge de paix à Thiviers                                                                                 |
| 1848    | 1852         | Jean-Baptiste Parrot               |              | Médecin et pharmacien à Nanthiat                                                                                |
| 1852    | 1870 (décès) | Henry Louis Féray (Bugeaud d'Isly) |              | Général de division                                                                                             |
| 1870    | 1873         | Henry-Hélie Meunier-Quinsac        |              | Propriétaire, notaire à Lanouaille, ancien juge de paix                                                         |
| 1873    | 1880         | Alcide Andraud                     | Droite       | Maître de forges, maire de Lanouaille                                                                           |
| 1880    | 1899 (décès) | Jules Wallon                       | Républicain  | Agriculteur, Président de la société d'agriculture de la Dordogne Maire de Lanouaille (1878-1888 et 1892-1899)  |
| 1899    | 1904         | Gaston Troussel                    | Républicain  | Maire de Lanouaille (1899-1933), conseiller d'arrondissement                                                    |
| 1904    | 1910         | Louis Combescot                    | Républicain  | Maître de forges à Savignac-Lédrier                                                                             |
| 1910    | 1933 (décès) | Gaston Troussel                    | Républicain  | Maire de Lanouaille                                                                                             |
| 1933    | 1940         | Jean Pichon                        | Rad.         | Maire de Savignac-Lédrier (1908-1929), ancien conseiller d'arrondissement                                       |
|         |              |                                    |              | |
| 1942    | 1945         | Georges Bouet (1900-1987)          | Radical      | Négociant - Conseiller d'arrondissement, maire de Lanouaille (1935-1944) Nommé conseiller départemental en 1942 |
|         |              |                                    |              | |
| 1945    | 1949         | Fernand Devaud                     | SFIO         | Industriel Maire de Savignac-Lédrier (1929-1971), ancien conseiller d'arrondissement                            |
| 1949    | 1955         | Marc Roques                        | Rad.         | Cultivateur et agent d'affaires, Angoisse                                                                       |
| 1955    | 1973         | Georges Bouet                      | SFIO puis PS | Négociant - Maire de Lanouaille (1947-1977)                                                                     |
| 1973    | 1985         | Amédée-Roger Pironon               | PS puis DVG  | Garagiste-transporteur Maire de Savignac-Lédrier (1971-1997)                                                    |
| 1985    | 1998         | Jane Lataste                       | DVD          | Médecin DDASS Maire de Lanouaille (1987-1995)                                                                   |
| 1998    | 2015         | Jean-Michel Lamassiaude            | PS           | Gérant de société Maire de Payzac (1991-2001 et 2008-2023)                                                      |

### Conseillers d'arrondissement (de 1833 à 1940)
Le canton de Lanouaille avait deux conseillers d'arrondissement de 1907 à 1913.
| Période                                  | Période      | Identité               | Étiquette    | Qualité |
| ---------------------------------------- | ------------ | ---------------------- | ------------ | --- |
| Les données manquantes sont à compléter. |              |                        |              | |
| 1833                                     | 1836         | Jean Baptiste Mazin    |              | Juge de paix et géomètre à Payzac                                                                           |
| 1836                                     | 1848         | Pierre Andraud ainé    |              | Maire de Lanouaille                                                                                         |
|                                          |              |                        |              | |
| avant 1855                               | 1871         | Cyprien Morand         |              | Juge de paix, ancien maire de Sarlande                                                                      |
| 1871                                     | 1877         | M. Dumas de Lavareille |              | |
| 1877                                     | 1883         | M. Joussaint           | Conservateur | Maire de Payzac                                                                                             |
| 1883                                     | 1889         | Louis Henry Martin     | Républicain  | Notaire à Payzac                                                                                            |
| 1889                                     | 1900 (décès) | Raoul Ravinot          | Républicain  | Propriétaire au Poirier, commune de Sarrazac                                                                |
| 1901                                     | 1907         | François Raysseix      | Républicain  | Maire de Sarrazac                                                                                           |
| 1907                                     | 1910         | Gaston Troussel        | Radical      | Maire de Lanouaille, ancien conseiller général                                                              |
| 1907                                     | 1919         | Eugène-Gaston Dupinet  | Radical      | Propriétaire, maire de Payzac                                                                               |
| 1910                                     | 1913         | François Larivière     |              | Agriculteur, maire de Nanthiat                                                                              |
| 1919                                     | 1933         | Jean Pichon            | Radical      | Maire de Savignac-Lédrier, président du Conseil d'arrondissement                                            |
| 1925                                     | 1937         | Bernard Javanaud       | Radical USR  | Cultivateur, maire de Dussac                                                                                |
| 1933                                     | 1937         | Fernand Devaud         | SFIO         | Industriel, maire de Savignac-Lédrier                                                                       |
| 1937                                     | 1940         | Georges Bouet          | Radical      | Négociant, maire de Lanouaille                                                                              |
| 1937                                     | 1940         | M. Jobard              | Radical      | Maire de Nanthiat                                                                                           |
| 1940                                     |              |                        |              | Les conseils d'arrondissement ont été suspendus par la loi du 12 octobre 1940 et n'ont jamais été réactivés |

Sources : "Annuaires et calendriers 1789-1842 " sur le site des archives départementales de la Dordogne. https://archives.dordogne.fr/r/72/fonds-imprimes/annuaires-et-calendriers?arko_default_6076b1c79b335--ficheFocus=

## Composition
Le canton de Lanouaille regroupait dix communes et comptait 5 453 habitants (population municipale) au 1er janvier 2011.
| Communes                  | Population (2012) | Code postal | Code Insee |
| ------------------------- | ----------------- | ----------- | ---------- |
| Angoisse                  | 621               | 24270       | 24008      |
| Dussac                    | 414               | 24270       | 24158      |
| Lanouaille                | 989               | 24270       | 24227      |
| Nanthiat                  | 274               | 24800       | 24305      |
| Payzac                    | 1 047             | 24270       | 24320      |
| Saint-Cyr-les-Champagnes  | 282               | 24270       | 24397      |
| Saint-Sulpice-d'Excideuil | 312               | 24800       | 24505      |
| Sarlande                  | 417               | 24270       | 24519      |
| Sarrazac                  | 371               | 24800       | 24522      |
| Savignac-Lédrier          | 726               | 24270       | 24526      |

## Démographie
| 1962  | 1968  | 1975  | 1982  | 1990  | 1999  | 2006  | 2011  | 2012  |
| ----- | ----- | ----- | ----- | ----- | ----- | ----- | ----- | ----- |
| 8 240 | 7 486 | 6 668 | 6 185 | 5 811 | 5 509 | 5 476 | 5 453 | 5 419 |